# Chantaika-Stausee
Der Chantaika-Stausee (russisch Хантайское водохранилище, Chantaiskoje Reservoir), auch Ust-Chantaika-Stausee (Усть-Хантайское водохранилище) genannt, ist ein etwa 2.230 km² großer Stausee mit 24,54 km³ Gesamtstauraum an der Chantaika westlich des Putorana-Gebirges, dem Nordwestteil des Mittelsibirischen Berglands, im Norden der Region Krasnojarsk, von Sibirien und Russland (Asien). Seine drei Staudämme (4.907 m Gesamtlänge) und sein Wasserkraftwerk (441 MW) wurden von 1963 bis 1975 erbaut.

## Geographische Lage
Der Chantaika-Stausee liegt im Mittel knapp 200 km nördlich des nördlichen Polarkreises zwischen den Westausläufern des Putorana-Gebirges (max. 1701 m) im Osten und den Südausläufern des hauptsächlich nördlich gelegenen Lontokoiski-Kamen-Gebirges (max. 760 m), wo er sich in Nordnordost-Südsüdwest-Richtung am östlichen Jenissei-Zufluss Chantaika erstreckt. Nach Westen fällt die Landschaft über Hügelgelände allmählich in die Ostausläufer des Westsibirischen Tieflands ab.
Während der Stausee von der aus Richtung Osten kommenden Chantaika, die zuvor unter anderem den Chantaisee und Kleinen Chantaikasee durchfließt, und zahlreichen Bächen gespeist wird, ist die 62 Flusskilometer unterhalb bzw. westlich des Wasserkraftwerks in den Jenissei mündende Chantaika sein einziger Abfluss.
Während das zu Norilsk gehörende Sneschnogorsk am Wasserkraftwerk des Stausees liegt, befindet sich die Stadt Igarka rund 32 km westlich des südsüdwestlichen Stauseeendes. Sonst gibt es keine weiteren Ortschaften am Stausee.

## Stausee
Der buchten- und inselreiche Chantaika-Stausee hat bei Erreichen des Stauziels (Vollstau) rund 2.230 km² Fläche und 24,54 km³ Gesamtstauraum, wovon 13,43 km³ nutzbar sind; der Rest dient als Hochwasserrückhaltebecken bzw. -stauraum. Dann ist er rund 160 km lang und maximal etwa 60 km breit, wobei seine Wasseroberfläche auf etwa 60 m Höhe und seine durchschnittliche Tiefe bei 11 m liegt. Jährlich fließen dem Stausee, dessen Wasserspiegel zwischen 60 m und 52 m Höhe schwankt, 17,9 km³ Wasser zu.

## Kraftwerk und Dämme

### Baugeschichte
Die Bauarbeiten an den Staudämmen und am Wasserkraftwerk, entwickelt vom Lenhydroprojekt, begannen am 17. Mai 1963 und im April 1970 fing der Einstau an. Die Turbinen wurden zwischen 1970 und 1972 eingebaut. Am 25. September 1975 ging das Kraftwerk in Betrieb. Bis 1999 wurden noch mehrere 220-kV-Hochspannungsfreileitungen gebaut.

### Staudämme
Die Staudämme des Stausees, drei Stein- und Erdschüttdämme, wurden bei Sneschnogorsk (seit 2004 zum 160 km weiter nördlich liegenden Norilsk gehörend) aufgeschüttet. Der Hauptdamm ist maximal 72 m hoch und 420 m lang. Dazu gibt es zwei Seitendämme: Der linke ist 1.967 m lang und bis zu 12 m hoch, der rechte ist 2.520 m lang und bis zu 33 m hoch. Insgesamt sind die Dämme 4.907 m lang.

### Wasserkraftwerk Ust-Chantaika
Das in den Hauptdamm integrierte Wasserkraftwerk Ust-Chantaika (russisch Усть-Хантайская ГЭС, Ust-Chantaiskaja GES; ⊙) hat eine im Damm befindliche Maschinenhalle, die 20 m breit, 139 m lang und 35 m hoch ist. Seine 7 Kaplan-Turbinen à 63 MW liefern insgesamt 441 MW Leistung, und die Jahresproduktion von elektrischer Energie liegt bei rund 2 Mrd. kWh. In Planung ist eine Modernisierung, wonach das Kraftwerk 511 MW leisten soll, bei einer Jahresproduktion von 2,147 Mrd. kWh.
Das Kraftwerk dient in erster Linie der Versorgung des Nickelkombinates MMC Norilsk Nickel. Es ist im Besitz der Offenen Aktiengesellschaft OAO Taimyrenergo (russisch: ОАО Таймырэнерго).

## Flora und Fauna
An den Ufern des Chantaika-Stausees gedeihen boreale Nadelwälder (Taiga), insbesondere die Hochlagen der ihn umgebenden Berge mit Permafrostboden werden von der Tundra mit ihren Moosen und Flechten bestimmt. Im fischreichen Stausee leben zum Beispiel Barschfische, Hechte und Lachsfische.